# Monticolaria meruensis
Monticolaria meruensis är en insektsart som beskrevs av Sjöstedt 1909. Monticolaria meruensis ingår i släktet Monticolaria och familjen vårtbitare. Inga underarter finns listade i Catalogue of Life.